# Per soldi o per amore
Per soldi o per amore (For Love or Money) è un film del 1963 diretto da Michael Gordon.
È una commedia romantica statunitense con Kirk Douglas, Mitzi Gaynor e Gig Young. Leslie Parrish fu candidata ai Golden Globe nella categoria Esordiente più promettente.

## Trama
La multimiliardaria Chloe Brasher è in cattivi rapporti con le sue tre figlie Kate, Jane e Bonnie, le quali decidono di nominare un nuovo tutore dei loro beni. Attraverso uno stratagemma ideato dalla madre, viene nominato tale il suo avvocato Donald Kenneth "Deke" Gentry. Questi agisce per conto di Chloe, che gli affida il compito di fare in modo che le tre si sposino con dei partiti scelti da lei: per Bonnie (istruttrice di ginnastica) Harvey Wafford (incorruttibile agente fiscale), per Jane (scapestrata motivatrice di artisti sconosciuti) Sam Davis (direttore del penitenziario di San Quintino) e per Kate (pubblicitaria) John "Bimbo" Smith (imprenditore operante negli alimenti per neonati, migliore amico di Gentry). La parcella dell'avvocato sarà di 100 000 dollari se riuscirà ma, se anche una sola delle figlie dovesse sposare qualcun altro, lui non avrà neanche un soldo. Deke riesce a combinare gli incontri delle prime due figlie, riuscendo a fare conoscere Bonnie e Harvey e anche Jane e Sam. Bimbo, invece, a causa del suo atteggiamento libertino, manca ogni incontro che Gentry gli organizza per conoscere Kate, la quale frattanto inizia a innamorarsi del tutore. A seguito di un'incomprensione tra Bimbo e Deke, lei una sera schiaffeggia e abbandona quest'ultimo, pensando avesse voluto giocarle un brutto tiro.
A quel punto il piano di Chloe è riuscito: Gentry è disprezzato dalle tre sorelle, in quanto credono che lui volesse sposare una di loro per avere piena libertà sui beni che amministrava, mentre i rapporti con la madre si sono ricuciti e le tre stanno per sposare i partiti che questa aveva selezionato. Tuttavia, Deke decide di rinunciare alla sua parcella in quanto si accorge di essersi innamorato di Kate, così si reca da lei per rivelarle che Bimbo Smith è un incallito dongiovanni. Dopo una comica discussione a bordo della barca di questi e Gentry, Kate ammette di amare Deke, così i due alla fine si sposano, insieme a Bonnie e Harvey e anche a Jane e Sam. Deke dopo il matrimonio si scusa con la suocera in quanto le cose non sono andate come lei avrebbe voluto, ma lei afferma soddisfatta che aveva previsto tutto, vincendo l'ennesima scommessa con il suo detective privato Joe Fogel.

## Produzione
Il film, diretto da Michael Gordon su una sceneggiatura di Larry Markes e Michael Morris, fu prodotto da Robert Arthur per la Universal International Pictures.

## Distribuzione
Il film fu distribuito con il titolo For Love or Money negli Stati Uniti dal 7 agosto 1963 al cinema dalla Universal Pictures.
Alcune delle uscite internazionali sono state:
- in Germania Ovest il 13 settembre 1963 (Der Fuchs geht in die Falle)
- in Austria nell'ottobre del 1963 (Der Fuchs geht in die Falle)
- in Danimarca il 19 febbraio 1964 (Pengene eller pigerne)
- in Svezia il 16 marzo 1964 (Jagad av brudar)
- in Finlandia il 27 marzo 1964 (Jokaiselle omansa)
- in Spagna il 30 aprile 1964 (Tres herederas)
- in Messico il 4 giugno 1964
- in Turchia nel novembre del 1964 (Ask ve para)
- in Grecia (Gia agapi i gia hrimata)
- in Brasile (Por Amor ou Por Dinheiro)
- in Francia (Trois filles à marier)
- in Jugoslavia (Za ljubav ili za novac)
- in Italia (Per soldi o per amore)

## Promozione
Le tagline sono:
- "He was hired to Mate them... but not to Date them!!!".
- "What happens when a bachelor plays Matchmaker... for 3 luscious sisters!!!".

## Critica
Secondo il Morandini il film è "verboso, prolisso, greve". Secondo Leonard Maltin il film è "una commedia che si sforza di essere più divertente di quello che è".
(Paolo Mereghetti)